# 米歇尔·芬恩-伯勒尔
米歇尔·芬恩-伯勒尔（英語：Michelle Finn-Burrell，1965年5月8日—），美国女子田径运动员，主攻短跑。她曾代表美国参加1992年夏季奥林匹克运动会田径比赛，获得女子4×100米接力金牌。